# Борзо, Грег
Грег Борзо (англ. Greg Borzo; род. Чикаго) — отмеченный наградами журналист, редактор и автор книг о Чикаго, штатный репортёр многих журналов и издательств в США.

## Биография
Грег Борзо — писатель, историк, оратор и гид, также отмеченный многими наградами журналист, редактор и автор книг о Чикаго. Он получил степень бакалавра по культурной антропологии в Гриннеллском колледже и степень магистра в школе журналистики Северо-Западного университета.
В 2017 году Грег Борзо написал путеводитель по многочисленным фонтанам города Чикаго. Сразу после публикации 10 мая Издательством Южного Иллинойского университета книга стала очень популярной, выиграв несколько премий, и получила много отзывов различных критиков. Грега Борзо стали приглашать на интервью, где он делился своими впечатлениями о фонтанах, одно из них было на канале WTTW в программе телевизионных новостей Chicago Tonight, другое интервью взял 17 мая 2017 года Дэйв Плайер, а 2 июля 2017 года — известный чикагский писатель, журналист и радиоведущий Рик Коган, оба интервью опубликованы на сайте радиокомпании WGN, права публикации принадлежат медиакомпании Nexstar Media Inc..

## Деятельность
Грег Борзо — обозреватель Чикагской ассоциации писателей (англ. Chicago Writer’s Association), лектор в Харпер-колледже и Октонском муниципальном колледже, а также казначей и председатель программы Общества авторов Мидленда.
Грег Борзо также член Чикагской профессиональной ассоциации гидов (англ. Chicago Tour-Guide Professional Association), он проводил пешеходные, велосипедные и автобусные туры по Чикаго для Чикагского музея истории, Чикагского велосипедного клуба (англ. Chicago Cycling Club), «Забытый Чикаго», «Женщины на велосипедах в Чикаго» (англ. Women Bike Chicago), Biketropolis, туристических групп и других организаций.
Помимо сотен внештатных вакансий, Грег Борзо был штатным репортёром, редактором и писателем в таких журналах как и издательствах: Modern Railroads Magazine, Traffic World, International Thompson Transport Press, The Business Word, Harcourt Brace, Momentum Magazine; научный обозреватель в Чикагского университета, медиа-менеджер по научным вопросам в Музей Филда, репортёр и редактор издательства Американской медицинской ассоциации.
Редактор и соучредитель «Забытый Чикаго»; один из основателей некоммерческой организации South Loop Neighbors, посвящённая повышению качества жизни в окрестностях Саут-Луп города Чикаго

## Публикации
Книги
- Greg Borzo. Невероятные фонтаны Чикаго = Chicago’s Fabulous Fountains (англ.). — 1st (8.25 x 9.25, 139 ill.). — Carbondale: SIU Press[англ.], 2017. — 224 p. — ISBN 978-0-8093-3579-4.
- Greg Borzo. Где покататься на велосипеде в Чикаго (англ.).
- Greg Borzo. Затерянные рестораны Чикаго = Lost Restaurants of Chicago (англ.). — 2018.
- Greg Borzo. Велосипедный город США: Чикаго = City Cycling USA: Chicago (англ.). — 2018.
- Greg Borzo. РАГБРАЙ: Любимая велосипедная прогулка Америки = RAGBRAI: America’s Favorite Bicycle Ride (англ.). — 2013.
- Greg Borzo. Канатные дороги Чикаго = Chicago Cable Cars (англ.). — 2012.
- Greg Borzo. Путеводитель по Чикаго для любителей истории = A History Lover’s Guide to Chicago (англ.). — 2021.
- Greg Borzo. Чикаго «L» = The Chicago «L» (англ.). — 2007.

Статьи
- Borzo, Greg. Не на моём заднем дворе (англ.) = NOTINMYBACKYARD // Human rights[англ.] : journal. — Chicago: American Bar Association, 1993. — 10 January (vol. 20, iss. 4). — P. 26.
- Borzo, Greg. Не на моём заднем дворе: отчёт IR&R об экологическом расизме (англ.) = NOT IN MY BACKYARD: An IR&R report on environmental racism // Human rights[англ.] : journal. — Chicago: American Bar Association, 1993. — 10 January (vol. 20, iss. 4). — P. 26—29.